# The Situation Room
The Situation Room (anglais, litt. « la salle de crise ») est le surnom d'une photographie prise par Pete Souza, photographe officiel de la Maison-Blanche, le 1er mai 2011.

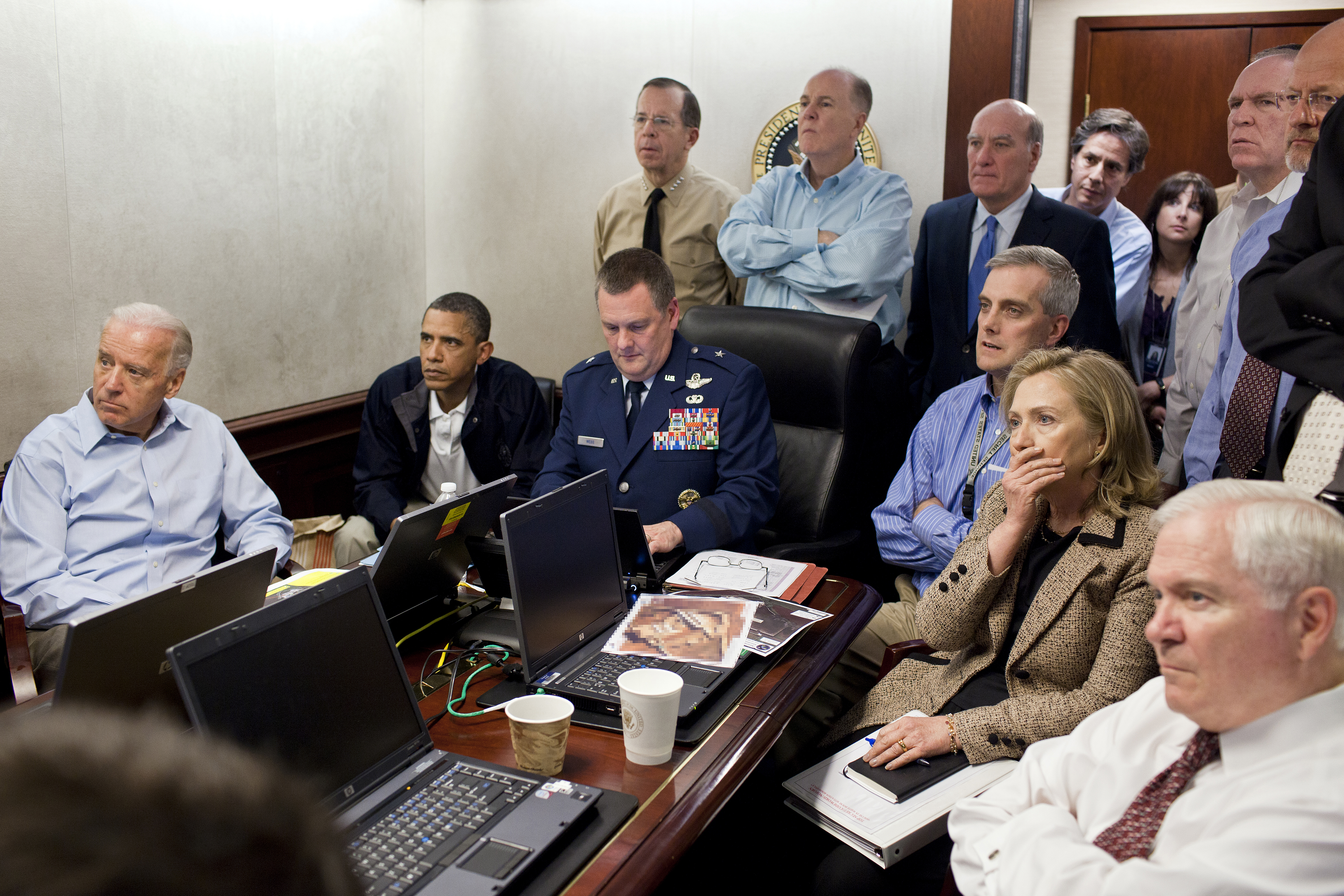
Barack Obama et l'équipe de sécurité nationale dans la salle de crise de la Maison-Blanche à Washington.

Elle montre le président des États-Unis, Barack Obama aux côtés de l'équipe de sécurité nationale dans la salle de crise de la Maison-Blanche (Situation Room), au sous-sol de l'aile Ouest, recevant les informations en direct de l'opération « Neptune's Spear » qui conduisit à la mort d'Oussama ben Laden. 
La photographie a reçu l'attention de la part des médias après l'annonce de la mort de Ben Laden. La chaîne d'information CNN l'appela « photo for the ages » (« une photographie historique ») et la compara avec d'autres images célèbres ayant pour sujet des présidents américains, telle que celle surnommée Dewey Defeats Truman. L'ancien photographe officiel Eric Draper (en) déclara que cette photo était « une capture de manière très précise d'un moment déterminé de l'histoire ». La photographie a également été commentée par des historiens et par des experts du langage corporel.
Il n'y a pas actuellement de nom officiel pour cette photo, mais elle a été déposée et étiquetée sous l'appellation « P050111PS-0210 » sur le compte de la Maison-Blanche de Flickr.

## Description
La photographie a été prise pendant le raid dans le complexe fortifié d'Oussama ben Laden au Pakistan, alors que le président Barack Obama, le vice-président Joe Biden et l'équipe de la sécurité nationale suivaient en temps réel l'évènement dans la salle de crise de la Maison-Blanche (Situation Room), la salle de crise de la Maison-Blanche dotée d'un système sophistiqué de communications. L'opération a duré 40 minutes en temps réel,.

### Participants
Les personnes suivantes sont représentées, de gauche à droite :

La photographie annotée.

#### Assis
1. Joe Biden, vice-président
2. Barack Obama, président
3. Le brigadier général Marshall B. « Brad » Webb (en), commandant général adjoint du Joint Special Operations Command
4. Denis McDonough, Deputy National Security Advisor (en)
5. Hillary Clinton, secrétaire d'État
6. Robert Gates, secrétaire à la Défense

#### Debout
1. L'amiral Mike Mullen, chef d'État-Major des armées
2. Tom Donilon, conseiller à la sécurité nationale
3. William M. Daley, chef de cabinet de la Maison-Blanche
4. Tony Blinken, conseiller national de la sécurité auprès du vice-président
5. Audrey Tomason, directrice du contre-terrorisme pour le conseil de sécurité nationale
6. Une personne en chemise beige derrière Tomason (seul un fragment de l'épaule de la personne est visible)
7. John Brennan, assistant du président pour la sécurité intérieure et la lutte contre le terrorisme
8. James Clapper, directeur du renseignement national
9. Un homme en costume noir avec une cravate blanche. Bien que sa tête soit hors de vue, il a été identifié comme un analyste de la CIA, connu uniquement sous le nom de « John », qui fut « le premier à mettre par écrit [à l'été 2010] que la CIA pourrait avoir une piste légitime pour trouver Ben Laden »[5].

John Brennan, le conseiller du président Obama pour l'antiterrorisme présent sur la photographie, a raconté que les minutes qui se sont écoulées pendant le raid ont été « longues comme des jours » pour Barack Obama et son équipe, ajoutant : « Ces moments ont sans doute été les plus angoissants de la vie des gens qui étaient rassemblés ici (...) ». Brenan a confié que le président était très inquiet au sujet de la sécurité de ses équipes sur le terrain, « C'était ce que [M. Obama] avait à l'esprit, et il voulait faire en sorte que nous réussissions la mission ».
La secrétaire d'État Hillary Clinton qui apparaît également sur l'image, mettant sa main droite à la bouche dans une apparente posture d'angoisse face au résultat de l'opération, a décrit ce moment comme les « 38 des minutes les plus intenses » de sa vie, et a affirmé qu'elle n'avait « aucune idée » de ce qui se passait à la seconde où le photographe Pete Souza l'avait photographiée en train de se couvrir la bouche. Elle a cependant affirmé que c'était pour s'empêcher de tousser,.

## Analyse
Plusieurs historiens ont parlé de l'importance historique de la photographie, en particulier de la représentation du dépassement des barrières de race et de genre. Saladin Ambar, professeur de sciences politiques de l'université Lehigh a déclaré que l'image suggère « un nouveau paysage américain dans lequel nous sommes encore en train d'entrer ». Il a ajouté que « lorsque Obama a été élu, il y avait des gens qui pensaient que nous avions franchi un seuil racial. Ce que sa présidence nous révèle c'est qu'il y a encore beaucoup d'étapes à franchir ». 
La photographie a aussi été remarquée pour illustrer un changement dans le style de leadership présidentiel américain. L'historienne Clarence Lusane a déclaré que le public américain attendait de ses leaders une certaine forme de machisme et d'assurance. Lori Brown, professeure de sociologie au Meredith College (en), relève ainsi qu'Obama n'est pas au centre de la pièce ou sur la plus haute chaise. Selon l'analyste politique Cheryl Contee, la volonté d'Obama d'être photographié hors du bureau ovale reflète un nouveau type de confiance en soi et de leadership projetés par le président : celui de quelqu'un qui écoute ses conseillers et collabore avec son équipe.

## Utilisation dans le monde
Le journal juif ultra-orthodoxe Di Tzeitung (en) a créé un certain émoi en « effaçant » les deux seules femmes présentes sur la photographie (Hillary Clinton et Audrey Tomason), bien que les droits de l'image interdisaient toute modification.
Le rabbin Jason Miller écrit ainsi dans le journal New York Jewish Week (en) que Di Tzeitung « n'inclut pas intentionnellement des images de femmes dans le journal parce que cela pourrait être considéré comme sexuellement suggestif » ; il ne sait pas « la façon dont Di Tzeitung a déterminé que c'était une photo osée. Peut-être que simplement ils n'aiment pas l'idée qu'une femme puisse avoir autant de pouvoir politique »,.
Le média s'en est par la suite expliqué : « Suivant nos croyances religieuses, nous ne publions pas de photos de femmes, ce qui ne les relègue pas pour autant à un statut inférieur… En raison des règles de pudeur, nous ne sommes pas autorisés à publier des photos de femmes, et nous sommes désolés si cela donne l'impression de dénigrer les femmes, ce qui n'est certainement pas notre intention. Nous nous excusons si cela a été considéré comme offensant ».